# 川口由梨香
川口 由梨香（かわぐち ゆりか）は、NHKのアナウンサー。

## 人物
慶應義塾大学卒業後、2019年に入局。初任地は2019年6月から長野放送局。 2023年より東京アナウンス室。

## 嗜好・挿話
- 大学在学中、フジテレビ主催フジテレビアナウンストレーニング講座アナトレに通っていた[2]。
- 中学から大学のうち、およそ5年間を米国にで過ごし、多様な人種・民族・思想の人と出会う中で様々な価値観があることを学んだ[3]。
- 2025年4月12日にポストされた、NHKの公式X投稿では、「私は中学から大学にかけておよそ5年間、米国で過ごし、多様な人種や民族、思想など、さまざまなバックグラウンドを持つ人と触れ合ってきました（略）そうして学んだ多くの価値観を大切に、一つ一つのニュースに想像力を働かせお伝えしてまいります。」と伝えている[4]。
- 2025年5月10日に放送された「ヴィランの言い分」(Eテレ)では、クロちゃんがストローに口をつけながら迫ると、川口は「はい、どうぞ」と受諾。クロちゃんは「これをやるためにNHK入ったんだしんよね」とボケた[5]。

## 担当番組
長野放送局時代（2019年度 - 2022年度）
- イブニング信州
  - 『ゆうがたGet!』×『イブニング信州』（NHK長野放送局とテレビ信州のコラボ企画、2019年6月26日）[6][7]
  - 『イブニング信州』料理コーナー「ちかパン」（新型コロナ関連企画）料理担当（2020年5月13日「麻婆豆腐」、6月3日「あさりの深川丼」、7月1日「パエリア」）[8]
  - 『イブニング信州』「信州すてき旅」（2020年8月27日 - ）[9]
  - キャスター（2021年4月5日 - 2023年3月24日）[注 1]
- 「高専ロボコン2019全国大会」（2019年12月29日） - リポーター[10]、
  - 『サイエンスZERO「高専ロボコン2019全国大会 直前SP」』（NHK Eテレ、2019年11月17日） - リポーター[11]
- 知るしん。 撮るしんスペシャル2019（2019年12月6日） - 司会[12]
- 信州発地域ドラマ 「ピンぼけの家族」（NHK BSプレミアム、2020年3月4日） - エキストラ（ヒロインの同級生の高校生役）[13]
- うまいッ!「シャキシャキ!みずみずしい!　セルリー～長野・原村～」（2020年7月20日） - 地元応援団（リポーター）[14]
- あさイチ　シェア旅「長野の絶景・絶品SP　感動の温泉・果物・星空を体感!」（2020年9月7日） - リポーター（リモート出演）[15]
- 知るしん 信州を知るテレビ「堤防決壊 そのとき住民は〜検証・台風19号 命を守る」（2020年10月9日） - リポーター[注 2]
- abnステーション（長野朝日放送・2021年11月24日）- NHK長野放送局と長野朝日放送の共同企画の一環で出演。
- 知るしん×駅テレマルシェ"マルしん"（2021年11月27日）-『知るしん』と長野朝日放送の情報番組『駅テレマルシェ』のコラボ特番。長野県内の総合テレビと長野朝日放送の2局同時放送[注 3]。
- ゆる信ワイド
- 首都圏ネットワーク（2022年9月8日 - 16日） - 上原光紀の夏期休暇に伴う代理キャスター
- 首都圏ニュース845（2022年9月8日 - 16日） - 上原光紀の夏期休暇に伴う代理キャスター
- NHKニュースおはよう日本 ニュースWEBチェック（2022年12月9日）
- サンデースポーツ（2023年1月29日） - 中川安奈の代理キャスター

東京アナウンス室時代（2023年度 - ）
- サタデーウオッチ9（2023年4月8日 - 2024年3月30日） - リポーター[16][17]
- ニュース645（2023年7月1日 -2024年3月30日） - キャスター　土曜担当（ホルコムジャック和馬 と隔週担当）
- タカアンドトシのお時間いただきます（R1、2023年4月 - 2025年3月26日） - 司会
- さわやか自然百景（2023年8月6日「島根 日御碕の海」） - ナレーション
- NHKニュース7
  - 金曜 - 日祝リポーター（2024年4月5日 - 2025年3月30日）
  - 森下絵理香の代理キャスター（2024年9月13日 - 15日、11月30日・12月1日、2025年2月7日 - 9日、28日- 3月2日）
- にっぽん百低山（2024年4月 - ） - ナレーター
- 体感!グレートネイチャー - ナレーション
  - 大地殻変動と古代文明　エジプト・黄金と宝石の絶景（2025年1月27日）
  - 秘境コーカサス！祈りの大地の絶景群 ～ジョージア・アゼルバイジャン～（2025年2月24日）
  - 引き裂かれる絶景大地～アフリカ・ケニア～（2025年5月26日）
- 真打ち競演 アンコール エルシャラカーニポカスカジャン笑福亭鶴光（R1、2025年3月29日）- 司会
- 午後LIVE ニュースーン（2025年4月3日） - 中継リポーター
- キャッチ!世界のトップニュース（2025年4月 - ） - キャスター
- ヴィランの言い分（2025年5月10日 - ） - アシスタント
- 輝く命！炎のコバケン ベートーベン・コンサート 第１夜（2025年5月11日）- ナレーション
- ジャーナルクロス トランプ政権と不安定化する世界（R1、2025年6月8日）- 司会
- BSスペシャル　ある移民シェルターの閉鎖 〜揺れる聖域・ニューヨーク〜（2025年6月27日）- ナレーション
- アイカタ（2025年6月30日、7月21日、7月28日、8月4日） - 司会
- へんてこ生物アカデミー（2025年8月12日） - 司会